# Rivière Nebnellis
Rivière Nebnellis är ett vattendrag i Kanada.   Det ligger i provinsen Québec, i den sydöstra delen av landet, 400 km öster om huvudstaden Ottawa.
I omgivningarna runt Rivière Nebnellis växer i huvudsak blandskog. Runt Rivière Nebnellis är det mycket glesbefolkat, med 6 invånare per kvadratkilometer.